# Clubiona vegeta
Clubiona vegeta là một loài nhện trong họ Clubionidae.
Loài này thuộc chi Clubiona. Clubiona vegeta được Eugène Simon miêu tả năm 1918.